# Spitakashen
Spitakashen (in armeno Սպիտակշեն?, in azero Ağkənd), anche Spitakshen, è una comunità rurale del distretto di Xocavənd, in Azerbaigian, fino al 2024 appartenente alla regione di Martuni nella repubblica dell'Artsakh (fino al 2017 denominata repubblica del Nagorno Karabakh).
Nel 2005 contava poco più di mille abitanti e sorge, in zona agricola e sostanzialmente pianeggiante, prossima alla strada che collega Martuni alla ex capitale dell'Artsakh Step'anakert, a pochi chilometri dal capoluogo regionale.